# Ворити
Ворити (пол. Woryty, нім. Woritten) — село в Польщі, у гміні Ґетшвалд Ольштинського повіту Вармінсько-Мазурського воєводства.
Населення — 420 осіб (2011).

## Демографія
Демографічна структура станом на 31 березня 2011 року:
|          | Загалом | Допрацездатний вік | Працездатний вік | Постпрацездатний вік |
| -------- | ------- | ------------------ | ---------------- | -------------------- |
| Чоловіки | 199     | 49                 | 135              | 15                   |
| Жінки    | 221     | 52                 | 138              | 31                   |
| Разом    | 420     | 101                | 273              | 46                   |